# Wierd Duk
Wierd Duk (Hooge Zwaluwe, 22 december 1959) is een Nederlands historicus, journalist en auteur. Hij is gespecialiseerd in de geschiedenis, cultuur en politiek van Rusland en Duitsland. Duk richt zich sinds 2016 voornamelijk op de verslaglegging van de sociale en culturele veranderingen die Nederland doormaakt. Hij treedt regelmatig op als commentator in radio- en televisieprogramma's.

## Loopbaan
Duk deed in 1977 eindexamen Gymnasium aan het dr. Aletta Jacobs College in Hoogezand-Sappemeer. Vervolgens studeerde hij geschiedenis aan de Rijksuniversiteit Groningen waar hij afstudeerde op de alternatieve cultuur in de USSR. Als student begon Duk zijn werkzaamheden in de journalistiek, onder meer bij het maandblad voor alternatieve muziek Vinyl en als kunstmedewerker van het Nieuwsblad van het Noorden, waar hij werkte met toenmalig chef kunst Syp Wynia. Samen met studiegenoten Gerlof Leistra en René Cuperus richtte Duk in die periode tevens het literair-cultureel maandblad Verbeeldt! op.
Tussen 1992 en 2001 was hij correspondent in de Russische Federatie, met standplaats Moskou, onder meer voor Het Parool, de VNU-bladen en het weekblad Elsevier.
In 1999 won Duk de Anne Vondelingprijs voor politieke journalistiek met zijn reportages over de oorlogen in Tsjetsjenië.
Tussen 2001 en 2006 was Duk correspondent in Duitsland, met als standplaats Berlijn, voor de kranten van de Geassocieerde Pers Diensten (GPD). Vervolgens werkte hij als politiek verslaggever voor de GPD in Den Haag. Tussen 2008 en 2013 was hij algemeen verslaggever Nederland voor Elsevier.
Van 2013 tot 2016 richtte Duk zich weer op de berichtgeving over Duitsland. Als zelfstandig verslaggever werkte hij onder meer voor AD/Regio, ThePostOnline, de regionale dagbladen, Nieuwe Revu, Vrij Nederland, Het Parool, de Vlaamse zakenkrant De Tijd en de Duitse website Zeit Online.
In 2014 bracht Duk een biografisch boek uit over Vladimir Poetin en een over Angela Merkel. Over Auschwitz verscheen er in 2015 een boek van Duks hand. In maart 2022 verscheen er, naar aanleiding van de Russische invasie in Oekraïne, een geactualiseerde versie van Duks korte Poetin-biografie.
In september 2016 kwam Duk in vaste dienst bij het AD/Regio als reizend verslaggever in Nederland. Daarnaast had hij een zaterdagse column, 'Wierd Duk peilt de stemming', waarin hij de politieke temperatuur in Nederland meet.
Sedert 1 november 2017 is Duk als algemeen verslaggever in dienst van De Telegraaf. In deze krant verzorgt hij onder meer een wekelijkse rubriek op de donderdagen: 'In Nederland'. Ook heeft hij een wekelijkse, donderdagse podcast Het Land van Wierd Duk. Deze was in 2025 genomineerd voor de Gouden RadioRing voor populairste podcast.
Duk trad regelmatig op in televisieprogramma's als Pauw, Jinek en Goedemorgen Nederland om de actualiteit in Duitsland en Rusland te duiden. Ook is hij te horen in radioprogramma's als LdLEO, De Nieuws BV en Dit is de Dag. Duk staat daarnaast bekend om zijn intensieve verslaggeving op Twitter. Sinds de inval van Rusland in Oekraïne in 2022 is hij opnieuw vaak te gast bij tv-programma's als Op1 en HLF8. Bij Vandaag Inside, waar hij sinds 2022 al geregeld te zien was, is hij sinds augustus 2025 op woensdagen een vaste tafelgast. In december 2022 verscheen bij Uitgeverij Blauwburgwal een bundeling van de reportages die Duk sinds 2017 schreef voor zijn rubriek In Nederland in De Telegraaf onder de titel In Nederland: reportages uit een land op drift.

## Andere activiteiten
In de jaren tachtig was Duk bassist in een aantal rockbands, waaronder de Friese new wave-groep The Visitor. Met The Visitor trad hij als een van de eerste westerse alternatieve-rockbands op in de underground van Leningrad (nu Sint-Petersburg), ten tijde van de perestrojka van Michail Gorbatsjov.
In Berlijn richtte Duk met een Duitse partner een café op, Kaffee am Meer, gelegen in de wijk Berlin-Kreuzberg.

## Persoonlijk leven
Duk werd geboren in een hervormd predikanten-gezin in Hooge Zwaluwe (Noord-Brabant). Zijn familiewortels van vaderskant liggen in Leiden, zijn moeder was Friezin. Het gezin verhuisde wegens het werk van zijn vader een aantal malen. Als kind woonde hij tussen 1963 en 1968 in het Zeeuwse Domburg. Na zijn studie in Groningen woonde Duk in respectievelijk Moskou, Berlijn, Den Haag, Amsterdam en Rotterdam.
Duk was getrouwd met journalist en presentatrice Fidan Ekiz, met wie hij een zoon heeft. Uit een eerdere relatie met een Russin heeft Duk een dochter. Wierd Duk is een neef van Willem Duk.

## Werken

### Publicaties
- Bloed in een cola-fles. Verslaggeving over de oorlog in Tsjetsjenië. Gebundelde reeks artikelen uit Elsevier (2000)

### Boeken
- Poetin: Straatvechter bedreigt wereldorde (Prometheus, maart 2014). ISBN 978-90-351-4233-6
  - Poetin: Straatvechter ondermijnt wereldorde (Geactualiseerde versie, maart 2022).
- Angela Merkel: Koningin van Europa (Prometheus, juli 2014). ISBN 978-90-351-4256-5
- De beul en de heilige (Prometheus, januari 2015). ISBN 978-90-351-4258-9
- In Nederland: Reportages uit een land op drift (Uitgeverij Blauwburgwal, december 2022). ISBN 978-94-618-5330-1

- Gemeinsame Normdatei: 1058599321
- International Standard Name Identifier: 0000 0003 9363 1241
- Library of Congress Control Number: n2015034227
- Nederlandse Thesaurus van Auteursnamen: 073411302
- Virtual International Authority File: 287996691
- WorldCat: E39PBJk4CwjDHyvXJmvPxk6tKd